# René de Reuver
René de Reuver (Capelle aan den IJssel, 12 oktober 1959) is een Nederlandse predikant en theoloog. Hij was van 15 juni 2016 tot 30 juni 2025 scriba van de generale synode (landelijke kerkvergadering) van de Protestantse Kerk in Nederland. 

## Levensloop
De Reuver groeide op in de Gereformeerde Gemeenten. Zijn ouders stapten over naar de Nederlandse Hervormde Kerk toen hij in de puberteit was. Hij studeerde theologie aan de Rijksuniversiteit Utrecht en rondde in 1987 zijn studie af. In 2004 promoveerde hij aan de Vrije Universiteit op een proefschrift onder de titel Eén kerk in meervoud. Een theologisch onderzoek naar de ecclesiologische waarde van pluraliteit. Hij was van 1987 tot 1991 predikant in Sebaldeburen en daarna in Boskoop (tot 2008) en Den Haag (2016). 
Hoewel afkomstig uit de stroming van de Gereformeerde Bond schoof De Reuver meer op naar het midden van de kerk. In zijn boek Anders verder dat in 2012 verscheen, stelde De Reuver dat de kerk verschillende vormen moet aannemen om iedereen te bereiken. Het concept van de wijkkerk is volgens hem achterhaald.

### Benoeming en bevestiging tot scriba van de Protestantse Kerk
Per 15 juni 2016 volgde de benoeming voor een termijn van vijf jaar tot scriba van de generale synode van de Protestantse Kerk in Nederland als opvolger van Arjan Plaisier. Op 19 juni van datzelfde jaar volgde de kerkelijke bevestiging in de Sint-Janskerk in Gouda. In 2020 beleed hij namens de PKN schuld omdat de protestantse kerken nalatig waren geweest in het verzet tegen de Jodenvervolging tijdens de Tweede Wereldoorlog. Die schuldbelijdenis kwam het op kritiek te staan van kinderen van verzetsstrijders die in daarin een miskenning zagen van de inspanningen van hun ouders die dikwijls door het geloof gedreven waren.
Onder De Reuver werd het mogelijk om met een hbo-studie theologie predikant te worden. Ook werden de kerkelijke regels voor kleinere gemeenten simpeler. Het aantal pioniersplekken werd onder De Reuver uitgebreid, terwijl de daling van het ledenaantal van de PKN verder doorzette.
De Reuver kondigde in september 2024 zijn vertrek aan per 2025. In april van dat jaar werd Kees van Ekris benoemd tot zijn opvolger per 1 juli 2025.

## Publicaties
- Een kerk in meervoud: een theologisch onderzoek naar de ecclesiologische waarde van pluraliteit (proefschrift), 2004, 360 p., Boekencentrum - Zoetermeer, ISBN 9789023917977
- Wij zijn ook katholiek. Over protestantse katholiciteit, 2007, 311 p., Eindred. Kronenburg, dr. J. en Reuver, dr. R. de, Protestantse Pers - Heerenveen, ISBN 9789085250210
- Voorbeeldig geloven, 2010, 64 p., Ark Media - Amsterdam, ISBN 9789033800283
- Op zoek naar het geheim: Bijbelstudies over Jezus, 2010, 64 p., Ark Media - Amsterdam, ISBN 9789033819377
- Anders verder: missionair Kerk-Zijn in Een dynamische samenleving, 2012, 176 p., Ark Media - Amsterdam, ISBN 9789033819780
- Samen met Dorottya Nagy e.a., Van migrant tot naaste: Plaatsmaken voor jezelf, 2018, 144 p., KokBoekencentrum: Utrecht, ISBN 9789023956402
- Toekom(s)t; hoopvol kerk-zijn, 2025, KokBoekencentrum; ISBN  9789043543323.

- Gemeinsame Normdatei: 13036388X
- International Standard Name Identifier: 0000 0000 7873 7513
- Library of Congress Control Number: n2008039953
- Nederlandse Thesaurus van Auteursnamen: 070880948
- Virtual International Authority File: 38023600
- WorldCat: E39PBJvCM7wJKYXYFCkp4mrKBP